# Styloperla obtusispina
Styloperla obtusispina is een steenvlieg uit de familie Styloperlidae. De wetenschappelijke naam van de soort is voor het eerst geldig gepubliceerd in 1973 door Wu.